# Hertzsprung (Mondkrater)

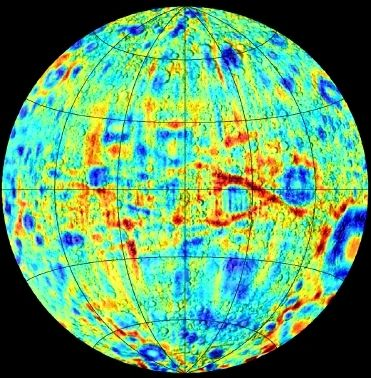
Schwereanomalien der Mondrückseite. Hertzsprung ist der tiefblaue Kreisring (geringere Schwerkraft) halbrechts am Äquator.

Der große Mondkrater Hertzsprung liegt am Äquator der Mondrückseite, östlich ihrer Mitte. Er ist eine der größten Ringstrukturen am Mond.
- Selenografische Koordinaten +11 bis −9°, Kratermitte 128° West
- Durchmesser etwa 536 km
- benannt nach dem dänischen Astronomen Ejnar Hertzsprung (1873–1967).

Der Großkrater hat die Form eines riesigen Doppelrings, wobei schon der Innenring 250 km Durchmesser hat, und weist kreisförmig eine stark negative Schwereanomalie auf (negatives Mascon), die sich ringsum ins positive ändert.
Im Inneren der Formation liegen zahlreiche kleinere Krater, deren größter 50 km Durchmesser hat. Der Innenring weist auch zwei kurze Kraterreihen auf, der südliche Außenring zwei lange mit je über 10 Einzelkratern, die möglicherweise Sekundärkrater eines größeren Einschlags sind.
Genau dieselbe Form des Doppelrings findet sich auch bei den südwestlich liegenden Riesenkratern Apollo und Korolev. Ebenso haben die drei Großstrukturen der Mondrückseite Ähnlichkeiten im Schwerebild (schwächer auch zum Mare Orientale), was auf verwandte Entstehungsgeschichten hinweist.
| Buchstabe | Position           | Durchmesser | Link |
| --------- | ------------------ | ----------- | ---- |
| D         | 3,4° N, 126,2° W   | 50 km       |      |
| H         | 1,28° S, 125,16° W | 20 km       |      |
| K         | 0,67° S, 128,48° W | 27 km       |      |
| L         | 0,22° N, 128,68° W | 35 km       |      |
| M         | 7,61° S, 129,85° W | 36 km       |      |
| P         | 0,14° S, 130,22° W | 22 km       |      |
| R         | 0,29° S, 132,83° W | 30 km       |      |
| S         | 0,42° N, 133,43° W | 46 km       |      |
| V         | 5,06° N, 134,17° W | 40 km       |      |
| X         | 3,66° N, 130,05° W | 25 km       |      |
| Y         | 8,77° N, 131,95° W | 25 km       |      |